# گراتن (داکوتای جنوبی)
گراتن(به انگلیسی: Groton) شهری در ایالت داکوتای جنوبی کشور ایالات متحده آمریکا است که جمعیت آن در سرشماری سال ۲۰۱۰ میلادی، ۱٬۴۵۸ نفر بوده‌است.